# Daniel Paboeuf
Daniel Paboeuf, né en 1957 à Lyon, est un saxophoniste français, très actif sur la scène musicale rock rennaise depuis la fin des années 1970.
Collaborateur du groupe Marquis de Sade, fondateur et musicien des groupes Anche Doo Too Cool, Sax Pustuls, Tohu Bohu, Train Fantôme, Flamongos, Il Monstro, il accompagne aussi, sur scène ou sur disque, Niagara (dont il produit les deux premiers disques), Étienne Daho, Kas Product, Casse-Pipe, Dominique A, Alain Chamfort, Mory Kanté, Dan Ar Braz, Michel Aumont, Trunks, Françoise Hardy, Marc Minelli,,, etc.
En 2007, il fonde le groupe DPU (Daniel Paboeuf Unity), dont le son est défini par ARTE comme un mélange de free jazz, de variété pop et d'électro. Le cri de l'ormeau parle de son deuxième album, Ce qu'il en reste, en ces termes: «Son sax rugissant, voire barrissant, revisite à sa façon très personnelle et reconnaissable aussi bien le funk, le blues, le ska, l’afro-beat, l’électro, le jazz... On sent également chez lui une envie de spectaculaire, avec un aspect déjanté, humoristique, héritage de diverses collaborations pluridisciplinaires passées.».